# Leuculopsis colorata
Leuculopsis colorata är en fjärilsart som beskrevs av W. Warren 1901. Leuculopsis colorata ingår i släktet Leuculopsis och familjen mätare. Inga underarter finns listade i Catalogue of Life.